# Чемпионат Европы по тяжёлой атлетике
Чемпионат Европы по тяжёлой атлетике — соревнования лучших тяжелоатлетов стран Европы, проводимые Европейской федерацией тяжёлой атлетики.
Первый чемпионат Европы по тяжёлой атлетике прошёл в 1896 году в Роттердаме. Участники соревновались в трёх видах упражнений без разделения на весовые категории. В дальнейшем было принято решение ввести деление атлетов на весовые категории, количество которых неоднократно менялось. С 1998 года мужчины соревнуются в 8 весовых категориях, а женщины в 7. Также неоднократно менялось количество упражнений, по сумме результатов в которых определялись победители и призёры. С 1973 года атлеты выступают только в рывке и толчке.
С 1947 года чемпионаты Европы проходят ежегодно. В период с 1948 по 1989 годы они часто проводились в рамках чемпионатов мира и дважды в рамках летних Олимпийских игр. С 1990 года всегда проходят как отдельные соревнования.
С 1988 года начали проводиться также женские чемпионаты Европы сначала отдельно от мужских чемпионатов, а с 1998 года совместно с ними.

## Чемпионаты Европы по тяжёлой атлетике среди мужчин
| Чемпионат        | Дата                    | Год  | Место проведения         |
| ---------------- | ----------------------- | ---- | ------------------------ |
| 1-й чемпионат    | 11 марта                | 1896 | Роттердам, Нидерланды    |
| 2-й чемпионат    |                         | 1897 | Вена, Австро-Венгрия     |
| 3-й чемпионат    |                         | 1898 | Амстердам, Нидерланды    |
| 4-й чемпионат    |                         | 1900 | Роттердам, Нидерланды    |
| 5-й чемпионат    | 24 июля                 | 1901 | Роттердам, Нидерланды    |
| 6-й чемпионат    | 13 сентября             | 1903 | Гаага, Нидерланды        |
| 7-й чемпионат    | 13 августа              | 1904 | Амстердам, Нидерланды    |
| 8-й чемпионат    | 25 мая                  | 1905 | Амстердам, Нидерланды    |
| 9-й чемпионат    | 6 ноября                | 1906 | Гаага, Нидерланды        |
| 10-й чемпионат   | 7 — 8 марта             | 1907 | Копенгаген, Дания        |
| 11-й чемпионат   | 1 ноября                | 1907 | Вена, Австро-Венгрия     |
| 12-й чемпионат   | 2 — 3 мая               | 1909 | Мальмё, Швеция           |
| 13-й чемпионат   | 1 — 2 августа           | 1909 | Дрезден, Германия        |
| 14-й чемпионат   | 13 октября              | 1911 | Будапешт, Австро-Венгрия |
| 15-й чемпионат   | 28 декабря              | 1911 | Лейпциг, Германия        |
| 16-й чемпионат   | 13 — 14 сентября        | 1912 | Вена, Австро-Венгрия     |
| 17-й чемпионат   | 20 — 21 февраля         | 1913 | Брно, Австро-Венгрия     |
| 18-й чемпионат   | 17 — 18 июля            | 1914 | Вена, Австро-Венгрия     |
| 19-й чемпионат   | 20 — 22 сентября        | 1921 | Оффенбах, Германия       |
| 20-й чемпионат   | 7 — 8 сентября          | 1924 | Нойнкирхен, Германия     |
| 21-й чемпионат   | 15 — 16 июня            | 1929 | Вена, Австрия            |
| 22-й чемпионат   | 23 — 24 октября         | 1930 | Мюнхен, Германия         |
| 23-й чемпионат   | 3 — 4 октября           | 1931 | Люксембург, Люксембург   |
| 24-й чемпионат   | 16 — 17 сентября        | 1933 | Эссен, Германия          |
| 25-й чемпионат   | 9 — 10 ноября           | 1934 | Генуя, Италия            |
| 26-й чемпионат   | 9 — 10 ноября           | 1935 | Париж, Франция           |
| 27-й чемпионат   | 1 — 3 июля              | 1947 | Хельсинки, Финляндия     |
| 29-й чемпионат** | 4 — 6 сентября          | 1949 | Схевенинген, Нидерланды  |
| 30-й чемпионат** | 13 — 15 октября         | 1950 | Париж, Франция           |
| 31-й чемпионат** | 26 — 28 октября         | 1951 | Милан, Италия            |
| 33-й чемпионат** | 26 — 30 августа         | 1953 | Стокгольм, Швеция        |
| 34-й чемпионат** | 7 — 10 октября          | 1954 | Вена, Австрия            |
| 35-й чемпионат** | 12 — 16 октября         | 1955 | Мюнхен, ФРГ              |
| 36-й чемпионат   | 27 — 30 июня            | 1956 | Хельсинки, Финляндия     |
| 37-й чемпионат   | 19 — 22 сентября        | 1957 | Катовице, Польша         |
| 38-й чемпионат** | 16 — 21 сентября        | 1958 | Стокгольм, Швеция        |
| 39-й чемпионат** | 29 сентября — 4 октября | 1959 | Варшава, Польша          |
| 40-й чемпионат   | 3 — 7 мая               | 1960 | Милан, Италия            |
| 41-й чемпионат** | 20 — 25 сентября        | 1961 | Вена, Австрия            |
| 42-й чемпионат** | 16 — 22 сентября        | 1962 | Будапешт, Венгрия        |
| 43-й чемпионат** | 7 — 13 сентября         | 1963 | Стокгольм, Швеция        |
| 44-й чемпионат   | 25 — 28 июня            | 1964 | Москва, СССР             |
| 45-й чемпионат   | 7 — 13 июня             | 1965 | София, Болгария          |
| 46-й чемпионат** | 15 — 21 октября         | 1966 | Берлин, ГДР              |
| 47-й чемпионат   | 19 — 25 июня            | 1968 | Ленинград, СССР          |
| 48-й чемпионат** | 20 — 28 сентября        | 1969 | Варшава, Польша          |
| 49-й чемпионат   | 20 — 28 июня            | 1970 | Сомбатхей, Венгрия       |
| 50-й чемпионат   | 19 — 27 июня            | 1971 | София, Болгария          |
| 51-й чемпионат   | 13 — 21 мая             | 1972 | Констанца, Румыния       |
| 52-й чемпионат   | 10 — 18 июня            | 1973 | Мадрид, Испания          |
| 53-й чемпионат   | 27 мая — 6 июня         | 1974 | Верона, Италия           |
| 54-й чемпионат** | 15 — 23 сентября        | 1975 | Москва, СССР             |
| 55-й чемпионат   | 3 — 11 апреля           | 1976 | Берлин, ГДР              |
| 56-й чемпионат** | 17 — 25 сентября        | 1977 | Штутгарт, ФРГ            |
| 57-й чемпионат   | 10 — 18 июня            | 1978 | Гавиржов, Чехословакия   |
| 58-й чемпионат   | 19 — 27 мая             | 1979 | Варна, Болгария          |
| 59-й чемпионат   | 26 апреля — 4 мая       | 1980 | Белград, Югославия       |
| 60-й чемпионат** | 13 — 20 сентября        | 1981 | Лилль, Франция           |
| 61-й чемпионат** | 18 — 26 сентября        | 1982 | Любляна, Югославия       |
| 62-й чемпионат** | 22 — 31 октября         | 1983 | Москва, СССР             |
| 63-й чемпионат   | 26 апреля — 1 мая       | 1984 | Витория-Гастейс, Испания |
| 64-й чемпионат   | 21 — 26 мая             | 1985 | Катовице, Польша         |
| 65-й чемпионат   | 6 — 11 мая              | 1986 | Карл-Маркс-Штадт, ГДР    |
| 66-й чемпионат   | 3 — 9 мая               | 1987 | Реймс, Франция           |
| 67-й чемпионат   | 26 апреля — 3 мая       | 1988 | Кардифф, Великобритания  |
| 68-й чемпионат** | 16 — 23 сентября        | 1989 | Афины, Греция            |
| 69-й чемпионат   | 14 — 20 мая             | 1990 | Ольборг, Дания           |
| 70-й чемпионат   | 24 — 31 мая             | 1991 | Владыславово, Польша     |
| 71-й чемпионат   | 21 — 26 апреля          | 1992 | Сексард, Венгрия         |
| 72-й чемпионат   | 20 — 25 апреля          | 1993 | София, Болгария          |
| 73-й чемпионат   | 3 — 8 мая               | 1994 | Соколов, Чехия           |
| 74-й чемпионат   | 2 — 7 мая               | 1995 | Варшава, Польша          |
| 75-й чемпионат   | 9 — 14 апреля           | 1996 | Ставангер, Норвегия      |
| 76-й чемпионат   | 12 — 19 мая             | 1997 | Риека, Хорватия          |

| *  | — чемпионаты Европы, проведённые в рамках летних Олимпийских Игр |
| ** | — чемпионаты Европы, проведённые в рамках чемпионатов мира       |

## Чемпионаты Европы по тяжёлой атлетике среди женщин
| Чемпионат      | Дата         | Год  | Место проведения          |
| -------------- | ------------ | ---- | ------------------------- |
| 1-й чемпионат  |              | 1988 | Сан-Марино, Сан-Марино    |
| 2-й чемпионат  |              | 1989 | Манчестер, Великобритания |
| 3-й чемпионат  |              | 1990 | Санта-Крус, Испания       |
| 4-й чемпионат  | 24 — 30 июля | 1991 | Варна, Болгария           |
| 5-й чемпионат  |              | 1992 | Лореш, Португалия         |
| 6-й чемпионат  |              | 1993 | Валенсия, Испания         |
| 7-й чемпионат  |              | 1994 | Рим, Италия               |
| 8-й чемпионат  |              | 1995 | Беэр-Шева, Израиль        |
| 9-й чемпионат  |              | 1996 | Прага, Чехия              |
| 10-й чемпионат | 22 — 30 июня | 1997 | Севилья, Испания          |

## Чемпионаты Европы по тяжёлой атлетике (совместные)
| Чемпионат       | Дата                | Год  | Место проведения     |
| --------------- | ------------------- | ---- | -------------------- |
| 77-й чемпионат  | 28 апреля — 3 мая   | 1998 | Риза, Германия       |
| 78-й чемпионат  | 12 — 18 апреля      | 1999 | Ла-Корунья, Испания  |
| 79-й чемпионат  | 24 — 30 апреля      | 2000 | София, Болгария      |
| 80-й чемпионат  | 23 — 29 апреля      | 2001 | Тренчин, Словакия    |
| 81-й чемпионат  | 23 — 28 апреля      | 2002 | Анталья, Турция      |
| 82-й чемпионат  | 7 — 12 апреля       | 2003 | Лутраки, Греция      |
| 83-й чемпионат  | 19 — 26 апреля      | 2004 | Киев, Украина        |
| 84-й чемпионат  | 19 — 24 апреля      | 2005 | София, Болгария      |
| 85-й чемпионат  | 2 мая — 7 мая       | 2006 | Владыславово, Польша |
| 86-й чемпионат  | 17 — 22 апреля      | 2007 | Страсбург, Франция   |
| 87-й чемпионат  | 14 — 20 апреля      | 2008 | Линьяно, Италия      |
| 88-й чемпионат  | 6 — 12 апреля       | 2009 | Бухарест, Румыния    |
| 89-й чемпионат  | 5 — 11 апреля       | 2010 | Минск, Беларусь      |
| 90-й чемпионат  | 11 — 17 апреля      | 2011 | Казань, Россия       |
| 91-й чемпионат  | 9 — 15 апреля       | 2012 | Анталья, Турция      |
| 92-й чемпионат  | 8 — 14 апреля       | 2013 | Тирана, Албания      |
| 93-й чемпионат  | 5 — 12 апреля       | 2014 | Тель-Авив, Израиль   |
| 94-й чемпионат  | 10 — 18 апреля      | 2015 | Тбилиси, Грузия      |
| 95-й чемпионат  | 10 — 16 апреля      | 2016 | Фёрде, Норвегия      |
| 96-й чемпионат  | 1 — 8 апреля        | 2017 | Сплит, Хорватия      |
| 97-й чемпионат  | 26 марта — 1 апреля | 2018 | Бухарест, Румыния    |
| 98-й чемпионат  | 3 — 13 апреля       | 2019 | Батуми, Грузия       |
| 99-й чемпионат  | 3 — 11 апреля       | 2021 | Москва, Россия       |
| 100-й чемпионат | 28 мая — 5 июня     | 2022 | Тирана, Албания      |
| 101-й чемпионат | 15 — 23 апреля      | 2023 | Ереван, Армения      |